# The album part one
《the album part one》是香港歌手謝安琪和麥浚龍於2018年12月12日推出的錄音室專輯，由幻國文化娛樂及Chapel of Dawn發行，是收錄兩名歌手歌曲的合輯，亦是《the album》的上半部份，共收錄7首歌曲。主題是由Juno飾演的男主角「董折」和Kay飾演的女主角「浦銘心」在17歲相遇後到分離到之後直到70歲的故事。這張唱片亦是謝安琪於2014年推出《Kontinue》後，四年來首度推出唱片，亦是她2016年退出樂壇後的復出之作。而她便正正是加盟Juno旗下的公司幻國文化。兩人繼2015年《羅生門》後再次正式合作。這張專輯中，Juno重金邀請樂壇各方高手合力炮製這張專輯，包括林夕、黃偉文、Christopher Chak、阿Bert、周耀輝、雷頌德、王雙駿、Jerald、Ted Lo等，每一位都是樂壇猛人。此外，謝安琪的合唱歌《（一個男人）一個女人 和浴室》更邀得金像影帝古天樂（飾配角「藍定凌」）合唱及拍攝MV，引起話題。
此外，專輯的歌曲在流行榜及各大串流平台亦取得相當不俗的成績，當中包括《人妻的偽術》三台冠、《一個女人和浴室》兩台冠（叱咤903播放率非官方統計達199次）、《勇悍．17》兩台冠、《（一個男人）一個女人和浴室》一台冠。專輯於12月12日開賣後，售價雖然為$228，比起市面上其他專輯的價格較高，但反應卻異常熱烈，首批唱片在首天已極速售罄，令大量歌迷於網上反映及投訴未能成功買到心儀的唱片。《the album part one》作為企劃的上半部份，剩餘的將預計在翌年 （2019年）推出《the album and the rest of it...》。
本專輯推出僅20日，旋即在2018年叱咤樂壇流行榜頒獎典禮獲頒至尊唱片大獎，此獎項是每年度樂壇對音樂專輯的最高殊榮之一，這亦是謝安琪和麥浚龍分別第二次奪得此獎。

## 曲目
| 曲序 | 曲目                                              |        | 作曲   | 编曲        | 製作人         |
| ---- | ------------------------------------------------- | ------ | ------ | ----------- | -------------- |
| 1.   | 勇悍．17（麥浚龍主唱）                            | 林夕   | 澤日生 | 王雙駿      | 麥浚龍、王雙駿 |
| 2.   | 困獸．28（麥浚龍主唱）                            | 林夕   | 澤日生 | Edward Chiu | 麥浚龍、王雙駿 |
| 3.   | 暴烈．34（麥浚龍主唱）                            | 林夕   | 澤日生 | 孔奕佳      | 麥浚龍、王雙駿 |
| 4.   | 一個女人和浴室（謝安琪主唱）                      | 黃偉文 | 阿Bert | 陳哲廬      | 麥浚龍、陳哲廬 |
| 5.   | （一個男人）一個女人 和浴室（謝安琪、古天樂合唱） | 黃偉文 | 阿Bert | Ted Lo      | 麥浚龍、陳哲廬 |
| 6.   | 人妻的偽術（謝安琪主唱）                          | 林夕   | 雷頌德 | 雷頌德      | 麥浚龍、雷頌德 |
| 7.   | 沐春風（謝安琪主唱）                              | 周耀輝 | 王雙駿 | 王雙駿      | 麥浚龍、王雙駿 |

## 銷量榜成績

### 香港唱片商會走勢
| 周數     | 2018年第51周 | 第52周 | 第53周 | 2019年第1周 | ... | 第17周 | 第18周 | 第19周 | 第20周 | 第21周 | 第22周 | ... | 第42週 | 備註 |
| 榜上位置 | 1            | 5      | 7      | 4           | ... | 2      | 1      | 4      | 5      | 5      | 7      | ... | 9      |      |
| -------- | ------------ | ------ | ------ | ----------- | --- | ------ | ------ | ------ | ------ | ------ | ------ | --- | ------ | ---- |

## 流行榜成績
| 派台歌曲成績               | 派台歌曲成績 | 派台歌曲成績 | 派台歌曲成績 | 派台歌曲成績        | 派台歌曲成績 | 派台歌曲成績 |
| -------------------------- | ------------ | ------------ | ------------ | ------------------- | ------------ | ------------ |
| 歌曲                       | 903          | RTHK         | 997          | 備註                |              |              |
| 2018年                     |              |              |              |                     |              |              |
| 人妻的偽術                 | 1            | 1            | 1            | 謝安琪獨唱          |              |              |
| 勇悍．17                   | 1            | 1            | 3            | 麥浚龍獨唱          |              |              |
| 一個女人 和浴室            | 1            | 1            | -            | 謝安琪獨唱          |              |              |
| 困獸．28                   | 3            | -            | -            | 麥浚龍獨唱          |              |              |
| (一個男人) 一個女人 和浴室 | 6            | -            | 1            | 謝安琪、古天樂 合唱 |              |              |
| 暴烈．34                   | -            | -            | -            | 麥浚龍獨唱          |              |              |
| 沐春風                     | 3            | 1            | 4            | 謝安琪獨唱          |              |              |

- 粗體顯示為冠軍歌曲

## 故事角色
| 角色名稱 | 飾演者名稱 | 角色身份 (故事中) | 與其他角色關係               | 特別出現集數                 |
| 董折     | 麥浚龍     | 造紙廠員工        | 浦銘心, 戴慈欣, 寒玲         | 不適用 (主要角色)            |
| 浦銘心   | 謝安琪     | 小說翻譯員 (作家) | 董折, 藍定凌, 寒玲, (鄭伊健) | 不適用 (主要角色)            |
| 藍定凌   | 古天樂     | 經濟新聞報導員    | 浦銘心                       | 《(一個男人)一個女人和浴室》 |
| 戴慈欣   | 林嘉欣     | 便衣警察          | 董折                         | 《暴烈·34》 《字典與聖經》   |
| 寒玲     | 韋羅莎     | 傳呼機接線生      | 董折, 浦銘心                 | 《黑盒》 《沐春風》          |
| 未知     | 鄭伊健     | 未知 (借火男士)   | 浦銘心                       | 《沐春風》                   |

## 獲獎紀錄
唱片
- Yahoo!搜尋人氣大獎2018 - 人氣專輯
- Yahoo!搜尋人氣大獎2018 - 人氣音樂企劃
- 2018年度叱咤樂壇流行榜頒獎典禮 - 叱咤樂壇至尊唱片大獎
- 2018年演藝動力大獎 最突出唱片 《The Album》part one（與麥浚龍）
- 香港樂評選2018 十碟推薦 第九位《The Album》part one（與麥浚龍）
- Cool Music Forum會員共和榜 共和2018 共和唱片 銀獎《The Album》part one（與麥浚龍）
- Cool Music Forum會員共和榜 共和2018 共和聯頒大獎 唱片獎《The Album》part one（與麥浚龍）

歌曲
- 新城勁爆頒獎禮2018 - 勁爆演繹大獎《人妻的偽術》
- Yahoo!搜尋人氣大獎2018 - 人氣歌曲《一個女人和浴室》
- 香港樂評選2018 十樂推薦 NO.3《一個女人和浴室》
- 第四十一屆十大中文金曲頒獎音樂會 - 十大金曲獎 第七位《一個女人和浴室》
- 2018年度叱咤樂壇流行榜頒獎典禮 - 專業推介叱咤十大 第二位《一個女人和浴室》
- 新城勁爆頒獎禮2018 - 勁爆合唱歌曲《（一個男人）一個女人和浴室》
- 2018年度KKBOX點播次數排行榜 - 年度本地單曲榜 第十四位《人妻的偽術》
- 2019年度KKBOX點播次數排行榜 - 年度本地單曲榜 第九位《(一個男人) 一個女人 和浴室》
- Cool Music Forum會員共和榜 2018年度我最喜愛的歌曲第四季季選 - 第一位《沐春風》